# Operação Cactus
O golpe de Estado nas Maldivas em 1988, cuja intervenção pelas forças armadas da Índia receberia o codinome de Operação Cactus, foi a tentativa de um grupo de maldivianos liderados por Abdullah Luthufi e apoiados por mercenários armados de uma organização separatista tâmil do Sri Lanka - a Organização Popular de Libertação de Tamil Eelam (PLOTE) - de derrubar o governo na república ilha das Maldivas. O golpe de Estado fracassou devido à intervenção do exército indiano.

## Antecedentes
A pequena nação insular das Maldivas passou para uma forma de governo republicano de tipo presidencial em 1968, abandonando o tradicional sultanato; em novembro de 1978 Maumoon Abdul Gayoom foi eleito como o segundo presidente da história das Maldivas: durante a sua presidência, que perdurou com sucessivas eleições até 2008, Gayoom foi acusado de exercer um poder totalitário, controlando rigorosamente os meios de comunicação e aprisionando seus adversários políticos.  Durante seu mandato, Gayoom denunciou três tentativas de golpe. Em maio de 1980, o presidente fez alegações detalhadas sobre uma fracassada tentativa de golpe promovida por seu antecessor na presidência, Ibrahim Nasir, naquela época no exílio em Singapura; Nasir seria mais tarde condenado à revelia por um tribunal das Maldivas, em 1981. A segunda tentativa de golpe, também fracassada, foi denunciada por Gayoom em 1983.
Durante a terceira tentativa de golpe em novembro de 1988, cerca de 80-200 mercenários armados da PLOTE desembarcaram na capital Malé antes do amanhecer a bordo de lanchas de um cargueiro. Disfarçados como visitantes, um número similar já havia se infiltrado em Malé anteriormente. Os mercenários rapidamente ganharam o controle da capital, incluindo os principais edifícios do governo, aeroporto, porto, estações de televisão e rádio. No entanto, eles não conseguiram capturar o presidente Gayoom, que fugiu de casa em casa e pediu a intervenção militar da Índia, Estados Unidos e Reino Unido. O primeiro-ministro indiano Rajiv Gandhi imediatamente despachou 1.600 soldados por via aérea para restaurar a ordem em Malé. 

## Operação Cactus
A operação começou na noite de 3 de novembro de 1988, quando aeronaves Ilyushin Il-76 da Força Aérea Indiana transportaram elementos da 50ª Brigada de Paraquedistas Independente, comandada por Brig Farukh Bulsara, do 6º Batalhão do Regimento de Paraquedistas, e do 17º Campo de Regimento de Paraquedistas da Estação da Força Aérea de Agra e os levaram sem escala a mais de 2.000 quilômetros (1.240 milhas) para desembarcá-los sobre o Aeroporto Internacional de Malé na Ilha Hulhulé. Os paraquedistas do exército indiano chegaram em Hulhulé em nove horas após o apelo do presidente Gayoom. 
Os paraquedistas indianos imediatamente asseguraram o aeródromo, atravessaram para Male usando barcos requisitados e resgataram o presidente Gayoom. Os paraquedistas restauraram o controle da capital para o governo do presidente Gayoom dentro de horas. Alguns dos mercenários fugiram para o Sri Lanka em um cargueiro sequestrado. Aqueles que não puderam chegar ao navio a tempo foram rapidamente cercados e entregues ao governo das Maldivas. Dezenove pessoas teriam morrido nos combates, a maioria mercenários. Entre os mortos estavam dois reféns mortos pelos mercenários. As fragatas da marinha indiana Godavari e Betwa interceptaram o cargueiro ao largo da costa do Sri Lanka, e capturaram os mercenários. A rápida  e precisa operação pela informação da inteligência militar reprimiu com êxito a tentativa de golpe de Estado na nação insular.

## Consequências
A Índia recebeu elogios internacionais pela operação. O presidente estadunidense Ronald Reagan expressou seu apreço pela ação da Índia, chamando-a de "um valioso contributo para a estabilidade regional". Margaret Thatcher teria comentado: "Graças a Deus pela Índia: o governo do presidente Gayoom foi salvo". Mas a intervenção, no entanto, causaria alguma inquietação entre os vizinhos da Índia no Sul da Ásia. 
Em julho de 1989, a Índia repatriou os mercenários capturados a bordo do cargueiro sequestrado para as Maldivas para serem julgados. O presidente Gayoom comutou as condenações à morte proferidas contra eles à prisão perpétua sob pressão indiana. 
O  golpe de Estado de 1988 havia sido dirigido por um importante empresário das Maldivas chamado Abdullah Luthufi, que estava agindo de uma fazenda no Sri Lanka. O ex-presidente das Maldivas Ibrahim Nasir foi acusado, mas negou qualquer envolvimento no golpe de Estado. De fato, em julho de 1990, o presidente Gayoom perdoou oficialmente Nasir à revelia, em reconhecimento ao seu papel na obtenção da independência das Maldivas.
As tropas indianas ficariam estacionadas nas Maldivas por um ano após o golpe fracassado, como uma força de proteção e para manter a ordem; os últimos contingentes foram retirados em setembro de 1989. A Operação Cactus reforçou as boas relações entre Nova Déli e Malé, que se tornaram ainda mais próximas; a ação foi também um modo, pela Índia, de se apresentar no papel de garantidor do status quo na região, bem como uma potência dominante na área.